# Bresse savoyarde
Pour les articles homonymes, voir Bresse (homonymie).
La Bresse savoyarde (aussi appelée Bresse de l'Ain ou Bresse bressane) est une région naturelle française correspondant à la partie de la Bresse qui s'étend dans le département de l'Ain. C'est, avec la Bresse jurassienne et la Bresse bourguignonne l'une des trois parties de la plaine. Elle est nommée ainsi par la domination des États de Savoie sur cette partie de la Bresse du XIIIe siècle au début du XVIIe siècle.

## Géographie

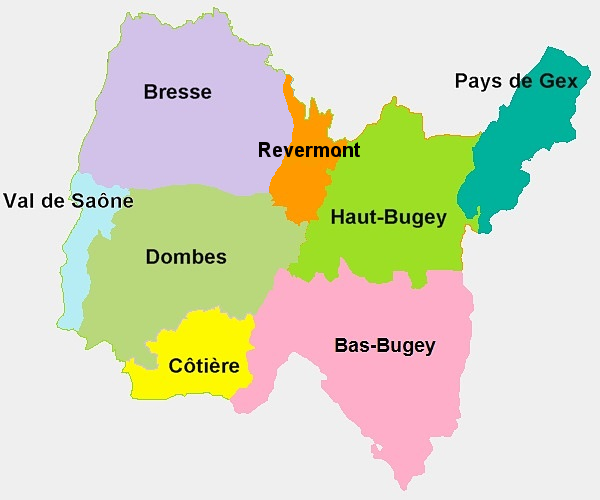
Situation approximative des régions naturelles de l'Ain.

La Bresse savoyarde s'étend de la limite avec la Saône-et-Loire au nord à la limite — floue — avec la Dombes au sud et de la Saône à l'ouest au Revermont à l'est. Elle a pour capitale Bourg-en-Bresse.
Administrativement, elle occupe la moitié nord de l'arrondissement de Bourg-en-Bresse en comprenant les cantons de Bâgé-le-Châtel, Montrevel-en-Bresse, Pont-de-Vaux, Pont-de-Veyle et Saint-Trivier-de-Courtes en entier ainsi que les cantons de Châtillon-sur-Chalaronne, Coligny, Péronnas, Treffort-Cuisiat et Viriat en partie.
À l'ouest, le Val de Saône est confondu avec la Bresse.

### Hydrographie
Les principaux cours d'eau de la Bresse savoyarde sont la Reyssouze et la Veyle. La Seille est également limitrophe de Sermoyer à l'extrême nord-ouest de la région.
Parmi les autres rivières, qui sont nombreuses, on trouve le Solnan et son affluent le Sevron et les deux Sâne — la Vive et la Morte —.

## Histoire
Cette partie de la Bresse fut le siège des seigneurs de Bâgé pendant plusieurs siècles au Moyen Âge. Vers 1250, les États de Savoie acquièrent la Bresse, qu'ils perdent en 1601.

## Gastronomie
La poule de Bresse est le mets le plus célèbre de la Bresse en général, mais on produit aussi le Bleu de Bresse ou les gaudes.